# 叙昆铁路
叙昆铁路是中华民国在大陆时间建设的从叙府（宜宾）至昆明的一条铁路，全长865公里。实际仅铺通沾益至昆明北站的“昆沾段”173.4公里。

## 历史

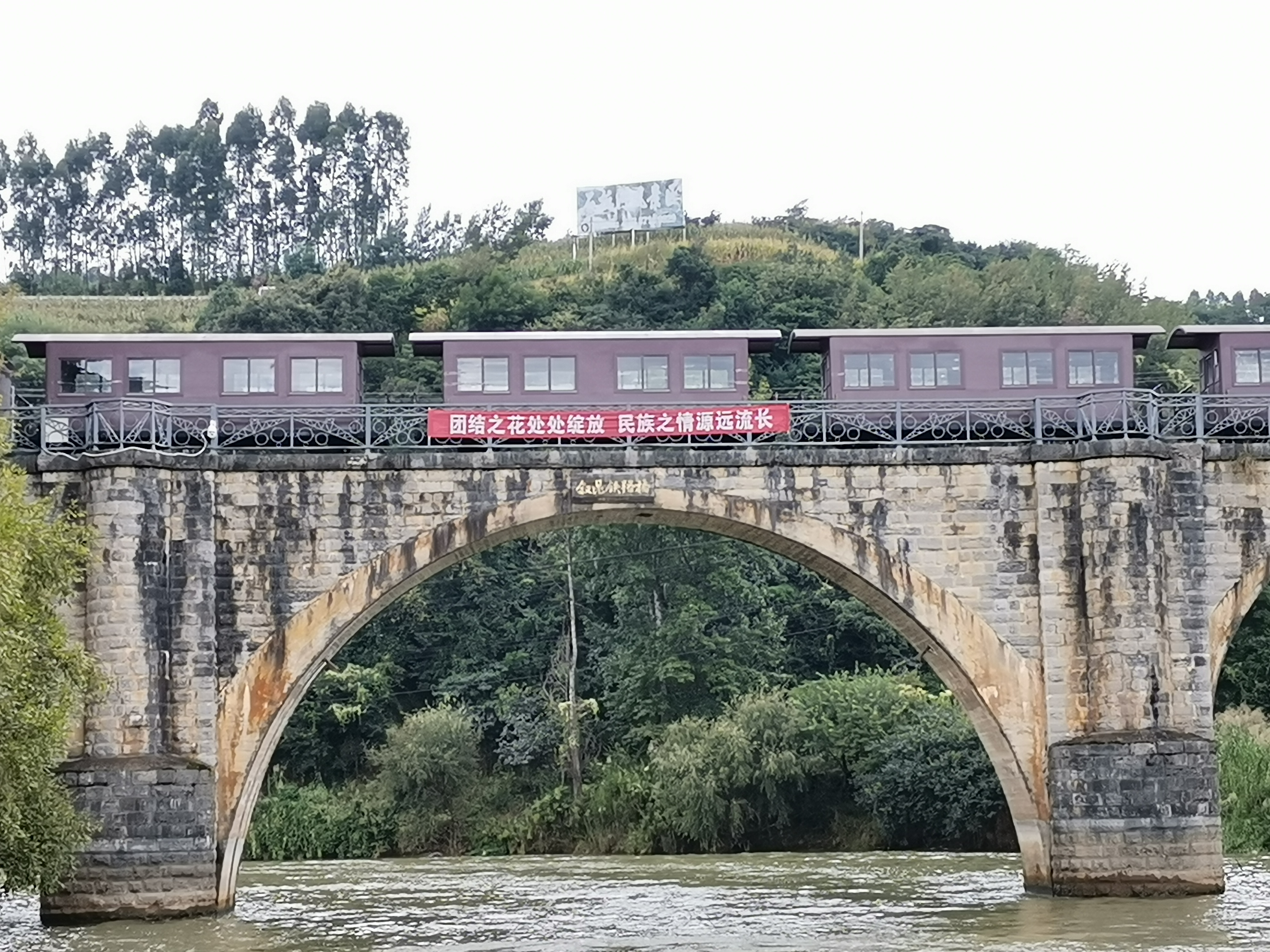
叙昆铁路废弃桥梁，位于马过河镇，现为旅游景区景点

1937年10月，国民政府出资法币1000万元，川滇两省各出资500万元，筹建叙昆铁路。

### 线路勘察选定
该线路走向即是现今的内昆铁路。
1938年9月20日，川滇铁路公司理事会正式成立，同时成立交通部叙昆铁路工程局，局址位于昆明市小东门外灵光街薛家巷清门寺（现昆明市桃源小学址），局长、总工程司沈昌。工务课长汪菊潜，下设桥梁股(顾懋勋)、设计股、工事股三股。1938年12月25日开工。1942年停工。除昆明北至曲靖段铺轨通车。